# کیلی دیفر
کـِیلی آن دیفر (انگلیسی: Kaylee Anne DeFer؛ زادهٔ ۲۳ سپتامبر ۱۹۸۶) یک هنرپیشه اهل ایالات متحده آمریکا است. وی از سال ۲۰۰۴ میلادی تاکنون مشغول فعالیت بوده‌است.

## گزیدهٔ آثار

### تلویزیون
- دختر سخن‌چین (۲۰۱۲–۲۰۱۱)
- آشنایی با مادر (۲۰۱۰ و ۲۰۱۳)
- سی‌اس‌آی: میامی (۲۰۱۰)
- استخوان‌ها (۲۰۰۹)
- مرد خانواده (۲۰۰۸)
- جنگ در خانه (۲۰۰۷–۲۰۰۵)